# ديزي دجاجة في البرية
ديزي دجاجة في البرية (هانغل: 마당을 나온 암탉) هو فيلم رسوم متحركة كوري صدر عام 2011، من إخراج أوه سونغ يون.

## وصلات خارجية
- ديزي دجاجة في البرية على موقع IMDb (الإنجليزية)
- ديزي دجاجة في البرية على موقع ألو سيني (الفرنسية)
- ديزي دجاجة في البرية على موقع فيلمافينيتي (الإسبانية)
- ديزي دجاجة في البرية على موقع قاعدة بيانات الفيلم (الإنجليزية)
- ديزي دجاجة في البرية على موقع ليتربوكسد (الإنجليزية)
- ديزي دجاجة في البرية على موقع كينوبويسك (الروسية)